# Новокаравайський
Новокарава́йський (рос. Новокаравайский) — виселок в Якшур-Бодьїнському районі Удмуртії, Росія.
Населення — 14 осіб (2010; 19 в 2002).
Національний склад (2002):
- удмурти — 95 %